# Starflower
Albums de Jennifer Paige
Holiday
(2012)
Singles
1. The Devils In The Details
Sortie : 17 Février 2017
2. Let Me Love You
Sortie : 3 Mars 2017
3. Forget Me Not
Sortie : 17 Mars 2017

Starflower est le cinquième album de Jennifer Paige sorti le 31 mars 2017. 
L'album contient trois singles : The Devils’ In The Details, Let Me Love You et Forget Me Not.

## Description
En 2015, Jennifer Paige lance une campagne de récolte de fonds afin de produire l’album via Kickstarter.

### Singles
Le 1er single, The Devils’ In The Details est publié le 17 février 2017. Il bénéficie d’un vidéoclip dévoilant Jennifer Paige en train de marcher dans la rue en pleine nuit. 
Un second single Let Me Love You est commercialisé le 3 mars 2017.
Forget Me Not, le 3e single est dévoilé le 17 mars 2017.

## Accueil
L’album reçoit d’excellentes critique dont une par le magazine Billboard, qui le qualifie comme l’un des meilleurs album de ce début d’année,.

## Liste des pistes
| Starflower - Édition régulière | Starflower - Édition régulière                | Starflower - Édition régulière | Starflower - Édition régulière | Starflower - Édition régulière | Starflower - Édition régulière | Starflower - Édition régulière | Starflower - Édition régulière | Starflower - Édition régulière | Starflower - Édition régulière |
| No                             | Titre                                         | Auteur                         | Producer(s)                    | Durée                          |                                |                                |                                |                                |                                |
| ------------------------------ | --------------------------------------------- | ------------------------------ | ------------------------------ | ------------------------------ | ------------------------------ | ------------------------------ | ------------------------------ | ------------------------------ | ------------------------------ |
| 1.                             | The Devil's in the Details                    | - Jennifer Paige - Jeremy Bose | Jeremy Bose                    | 5:19                           |                                |                                |                                |                                |                                |
| 2.                             | Forget Me Not                                 | - Paige - Bose                 | Bose                           | 3:10                           |                                |                                |                                |                                |                                |
| 3.                             | Let Me Love You                               | - Paige - Bose - Dan Haseltine | Bose                           | 3:46                           |                                |                                |                                |                                |                                |
| 4.                             | Like a Bomb                                   | - Paige - Bose                 | Bose                           | 4:16                           |                                |                                |                                |                                |                                |
| 5.                             | Up at Night                                   | - Paige - Bose                 | Bose                           | 3:52                           |                                |                                |                                |                                |                                |
| 6.                             | Starflower                                    | - Paige - Bose                 | Bose                           | 4:19                           |                                |                                |                                |                                |                                |
| 7.                             | To the Madness                                | - Paige - Bose                 | Bose                           | 4:19                           |                                |                                |                                |                                |                                |
| 8.                             | Can't Keep You Here (featuring Coury Palermo) | - Paige - Bose                 | Bose                           | 3:12                           |                                |                                |                                |                                |                                |
| 9.                             | January                                       | - Paige - Bose                 | Bose                           | 3:43                           |                                |                                |                                |                                |                                |
| 10.                            | If We Be Still                                | - Paige - Bose                 | Bose                           | 3:06                           |                                |                                |                                |                                |                                |
| 39:08                          |                                               |                                |                                |                                |                                |                                |                                |                                |                                |

| Starflower - Apple Music Bonus Track Edition | Starflower - Apple Music Bonus Track Edition | Starflower - Apple Music Bonus Track Edition                  | Starflower - Apple Music Bonus Track Edition | Starflower - Apple Music Bonus Track Edition | Starflower - Apple Music Bonus Track Edition | Starflower - Apple Music Bonus Track Edition | Starflower - Apple Music Bonus Track Edition | Starflower - Apple Music Bonus Track Edition | Starflower - Apple Music Bonus Track Edition |
| No                                           | Titre                                        | Auteur                                                        | Producer(s)                                  | Durée                                        |                                              |                                              |                                              |                                              |                                              |
| -------------------------------------------- | -------------------------------------------- | ------------------------------------------------------------- | -------------------------------------------- | -------------------------------------------- | -------------------------------------------- | -------------------------------------------- | -------------------------------------------- | -------------------------------------------- | -------------------------------------------- |
| 11.                                          | Crush (Version acoustique)                   | - Andy Goldmark - Mark Mueller - Berny Cosgrove - Kevin Clark | Bose                                         | 3:38                                         |                                              |                                              |                                              |                                              |                                              |
| 42:47                                        |                                              |                                                               |                                              |                                              |                                              |                                              |                                              |                                              |                                              |